# Cliff Barnes
 (septembre 2024).
Si vous disposez d'ouvrages ou d'articles de référence ou si vous connaissez des sites web de qualité traitant du thème abordé ici, merci de compléter l'article en donnant les références utiles à sa vérifiabilité et en les liant à la section « Notes et références ».
Cliff Barnes, de son nom de naissance Clifford Barnes, est un personnage de fiction de la série Dallas, interprété par Ken Kercheval. 

## Description
Il est le fils de Willard Digger Barnes et de Rebecca Wentworth et a une sœur Pamela Barnes Ewing avec qui il a passé son enfance et une demi sœur Katherine Wentworth.
Cliff et Pam étaient encore des enfants quand leur père Digger et leur mère Rebecca se sont séparés. Ils ont toujours pensé qu'elle était morte alors qu'en réalité elle s'est enfuie, ne supportant plus l'alcoolisme de Digger. Ils ont été élevés par leur tante Maggie, la sœur de Digger. Cliff a suivi une carrière dans l'administration publique à l'Université mais tout au long de sa vie, il n'a fait que mépriser les Ewing comme Digger, mais Pam au grand désespoir de son père et de son frère aîné s'est mariée avec Bobby Ewing, le fils cadet de Jock.
Cliff et J. R. se livrent des batailles sans merci tout comme leurs pères respectifs Digger et Jock mais J. R. ne fait que gagner tandis que Cliff sombre à chaque défaite, mais reprend à chaque fois du poil de la bête pour attaquer son pire ennemi. Il a une relation avec Sue Ellen, la femme de son ennemi, lorsqu'elle tombe enceinte, il se croit être le père du petit John Ross Ewing III, mais les tests révèlent que le père n'est autre que J. R.
Digger mort, Cliff jure de venger son père en ruinant les Ewing et en causant leur faillite, il retrouve sa mère Rebecca qui a été retrouvée par Pamela après la mort de Digger. Si Pamela et elle se sont réconciliées, il n'en est pas de même pour Cliff qui met longtemps à lui pardonner de l'avoir abandonné. Cliff et sa mère se rapprochent de plus en plus. Rebecca, pour se rapprocher de lui, décide de le nommer Président de la compagnie Wentworth And Tool dont elle a hérité à la mort de son second mari Herbert.
Il fait la connaissance de sa demi-sœur Katherine Wentworth, mais cette dernière ne l'aime pas beaucoup et n'apprécie pas qu'il dirige la compagnie de son père. Cliff entame une romance avec Afton Cooper, mais son amour pour Sue Ellen le pousse à laisser tomber la jeune chanteuse et recommence à fréquenter l'ex femme de son pire ennemi. Mais J. R. ne veut pas en rester là. Ivre de colère, il jure de reconquérir Sue Ellen et de détruire à jamais Cliff.
Le plan diabolique de J. R. porte ses fruits, Cliff a retiré 4 millions de dollars dans la compagnie Wentworth and Tool, acte qui a obligé sa mère à le renvoyer et Sue Ellen le quitte, puis renoue avec J. R. Désemparé, Cliff tente de se suicider, c'est Afton qui le retrouve. Il est transporté d'urgence à l'hôpital, Rebecca jure qu'elle aidera son fils à mettre l'aîné des Ewing à terre.
À peine sorti de l'hôpital, Cliff reprend ses fonctions de PDG de Wentworth and Tool  grâce à sa mère. Il finit par oublier Sue Ellen et se concentre alors sur sa relation avec Afton.